# Роуд Америка
«Роуд Америка» (англ. Road America) — дорожная трасса, расположенная недалеко от американского города Элхарт-Лейк, штат Висконсин рядом с шоссе 67.
Трасса принимает гонки со своего открытия в 1955 году.
В настоящее время на «Роуд Америке» проводят свои этапы SCCA Speed World Challenge Series, Американская серия Ле-Ман, ASRA, AMA Superbike и NASCAR Nationwide Series.

## Текущая история трассы и соревнований на ней
Road America — постоянная дорожная трасса. Территориально расположена на полпути к Милуоки и Грин-Бею.
Площадь трассы и сопутствующих сооружений составляет 2,6 км².
Первые гоночный соревнования прошли на трассе в сентябре 1955-го и ныне на трассе проходит более 400 различных мероприятий в календарный год.. Наиболее важными являются 9 уик-эндов: 3 этапа AMA Superbike, этапы 3 автомобильных монокубков под эгидой SCCA, гонка ALMS, этап SPEED World Challenge, и гонка NASCAR Nationwide Series.
Протяжённость дорожной конфигурации составляет 6,515 км, имея по ходу 14 поворотов. Трасса отличается большим перепадом высот. На главной прямой самые быстрые автомобили развивают скорости свыше 320 км/ч. Одним из наиболее известных участков трассы является 11-й поворот, так же известный как «Излом»(англ. Kink).
В силу местности Road America предполагает возможность размещения большого количества зрителей на прилегающих территориях (вне стационарных трибун). Сами трибуны комплекса могут вместить до 150,000 человек единовременно. В комплекс трассы входит место для развёртывание палаточного лагеря. По периметру имеется достаточное место для паркинга.

### Briggs & Stratton Motorplex
В комплекс трассы помимо основного дорожного кольца входит и дополнительное, 1,3-километровое кольцо для проведения картинговых соревнований. Трасса располагается внутри участка 8-10 поворотов дорожного кольца.
На трассе проходят два соревнования картинговых чемпионатов.
Летом к ним добавляется ещё одно — еженедельно во вторник, а также ещё 6 — по субботам.

### Внедорожное гоночное кольцо
До постройки Briggs & Stratton Motorplex на его месте существовала грунтовая трасса, где в 1990-е провела несколько этапов SODA.

### Туннель
В конце 2006 года в Road America стал перестраиваться вход в паддок: был снесён старый мост Билли Митчелла и вырыт туннель. Проект был завершён в мае-2007. Открытие прошло 31 мая — накануне этапа чемпионата AMA Suzuki Superbike. Туннель имеет 16,5 футов в высоту и 36 футов в ширину (с двумя полосами движения транспорта и пешеходными дорожками по обеим сторонам туннеля).

## История гонок в Элхарт-Лейке

### Трасса на дорогах общего использования
В конце 1940-х, в связи с ростом мировой экономики и набором популярности спортивными автомобилями, начинают то там, то тут создаваться различного рода официальные гоночные соревнования на дорогах общего пользования. Одно из таких, при поддержке SCCA, проходило с 1950 года в Элхарт-Лейке.
Старт/финишная прямая трассы 1950 года располагалось на городской дороге P, далее трасса шла севернее, по дороге J, затем поворачивала к Элзарт-Лейк-Вилледж, после чего шла южнее — к городской дороге JP (также зовущейся городское шоссе X) и вновь вливалась в дорогу P; в общей сложности продолжаясь 5,3 км.
В 1951-52 годах использовалась несколько другая конфигурация. Это было 10,5-километровое кольцо, использовавшее в себе части городских дорог J, A и P. К настоящему времени сохранилось большинство первоначальных фрагментов тех трасс.
Трасса зарегистрирована в Национальном реестре исторических мест 17 февраля 2006. Ныне на улицах специальными знаками отмечены ключевые места трассы.

### Стационарная дорожная трасса
После трагедии в Уоткинс-Глене в 1952, где погиб 12-летний зритель, американские законодатели запретили автоспортивные соревнования на специально неподготовленных дорогах общего использования. Это событие стала этапным для развития автоспорта в США. Вскоре после этого, когда автомобильные соревнования ушли на специально подготовленные трассы, автогонки стали более профессиональными видом спорта, отсеяв часть своих прежних участников. В 1955 году, под руководством Клиффа Тафте была обустроена гоночная трасса, ныне и называющаяся Road America. Первоначальная конфигурация мало изменилась с тех лет. Трасса была заметно более приспособлена для гонок, чем первые дорожные кольца — она была шире и постройки располагались заметно дальше от гоночного полотна.

### Гонки на Роуд Америке
Множество различных серий со временем стали проводить свои этапы на Road America. Первым отметился на трассе SCCA. 10 сентября 1955 он провёл тут этап своего чемпионата спортивных автомобилей. На трассе отмечался NASCAR (в 1956 и 2010), CART (с 1982 по 2007 с небольшим перерывом), ALMS (с 2002 года по настоящее время), Grand Am, USAC, Can-Am, Trans-Am, IMSA, AMA и серия SCCA Runoffs in 2009 and 2010. Road America also holds a variety of vintage racing events, including the Brian Redman International Challenge.

### Историй гонок NASCAR

#### Sprint Cup Series
Одна гонка серии NASCAR Grand National (ныне NASCAR Sprint Cup Series) прошла на Роуд Америке в 1956 году.
| Сезон | Дата            | Пилот    | Марка машины | Призовые | Дистанция | Ср.скорость |
| ----- | --------------- | -------- | ------------ | -------- | --------- | ----------- |
| 1956  | 12 августа 1956 | Тим Флок | 1956 Mercury | $2,950   | 258 миль  | 73.858 м/ч  |

#### Nationwide Series
Не сумев договориться с руководством Wisconsin State Fair Park и Milwaukee Mile, NASCAR анонсировал 21 декабря 2009 этап серии Nationwide в сезоне-2010 именно на Road America.
Гонку провели на 200 миль в 50-круговом формате 19 июля 2010. В дальнейшем этап стал регулярной частью календаря серии.
| Сезон | Дата    | Пилот               | Марка машины | Призовые | Дистанция  | Ср.скорость |
| ----- | ------- | ------------------- | ------------ | -------- | ---------- | ----------- |
| 2012  | 23 июня | Нельсон Анжело Пике | Chevrolet    | $55,393  | 202.4 мили | 85.171 м/ч  |

### История гонок Champ Car
Этап серии Champ Car проходил на трассе в 1982—2004 и в 2006—2007.

## События и соревнования
- 6-8 июня. Этап AMA Superbike
- 21-23 августа. Этап ALMS

### Смерть Адама Шаца
26-летний Адам Шац из Чикаго, погиб во время аварии в картинговой гонке серии Road America Super Nationals, Championship Enduro 12 июля 2008.
Бамп-драфтинг был назван основной причиной аварии..
В конце гонки, пытаясь вернуть себе позицию, Шац попросил позади едущего пилота подтолкнуть его карт, чтобы Адам смог получить дополнительное ускорение. Бампинг, однако, не получился — толчок был нанесён не в то место и вместо помощи стал причиной вылета. Карт Шаца швырнуло влево и он врезался в стену. После контакта со стеной карт пролетел 10 футов, походу выбросив из себя пилота. Увидев аварию, некоторые участники гонки остановились и, увидев состояние Шаца, вызвали медицинскую бригаду.
Прибывшие на место аварии медики установили повреждения ствола головного и спинного мозга, а также остановку сердца. Получив данные от осматривавших Шаца врачей организаторы прекратили гонку. Гонщик был доставлен в клинику города Нина, где позже и скончался от последствий аварии..

### Столкновение Кристиано да Матты с оленем
3 августа 2006 пилот команды RuSPORT серии Champ Car Кристиано да Матта был вовлечён в столкновение с оленем во время открытых тестов серии на Road America.
Столкновение произошло перед шестым поворотом — олень задел правую переднюю шину и врезался в район кокпита, задев бразильца. К прибытию команды безопасности пилот находился в бессознательном состоянии. Кристиано был извлечён из машины и на вертолёте доставлен в медицинский центр в Эпплтон, где ему была сделана срочная операция по удалению субдуральной гематомы.

### Авария на этапе BRIC
В начале гонки группы 6 серии Brian Redman International Challenge (ныне Kohler International Challenge) в 2005 году произошла большая авария, затронувшая большинство вышедших на старт: пилот, стартовавший пятый, ускорилась заметно ранее выброса зелёного флага, попытавшись протиснуться между впереди идущим пилотом и стеной. Атака не прошла и машины столкнулись. Ехавшие следом вынуждены были сбрасывать скорость, а ехавшие за ними, не всегда правильно ориентировались в ситуации и сминали оказавшихся в неудачном месте соперников. Дополнительным неудачным фактором стало то, что основной эпизод аварии прошёл между 14 и 15 поворотом (у моста). Через несколько секунд после выброса зелёного флага судьи остановили гонку, вывесив красный флаг.
Несмотря на объём аварий не один из попавших в неё пилотов не получил уж очень серьёзных повреждений. Наибольшим повреждением был перелом руки у одного из гонщиков.

## Фотогалерея
- Добро пожаловать на автодром
- Старт/финишный знак на дорожном кольце
- Машины серии Champ Car в гонке исторических автомобилей Kohler International Challenge
- Фанаты смотрят на события Июньских спринтов в 5-м повороте трассы
- Вид с холма на переднюю прямую
- Гонка NASCAR Nationwide Series 2010 года